# Mälardalen
Mälardalen, nogle gange også Stockholm-Mälaren-regionen, er den østligste del af Svealand, søen Mälarens afvandingsområde og de omgivende kommuner. Navnet anvendes ofte også om Sveriges udvidede hovedstadsregion, da Stockholm ligger ved søens østlige bred, ved dens forbindelse til Østersøen.
Mälardalen, der ikke er en officiel region, har gennem Sveriges historie i stedet været en fællesbetegnelse for flere landskaber, Uppland, Södermanland, Västmanland og Närke, og i moderne tid af flere län, Stockholm, Uppsala, Södermanland, Örebro og Västmanland. I de fleste tilfælde har området ved Hjälmaren-søen været medtaget i Mälardalen-regionen, om ikke andet af historiske og kulturelle årsager.

## Indbyggertal
| Län                          | Areal¹    | Indbyggertal | Tæthed² |
| ---------------------------- | --------- | ------------ | ------- |
| Stockholms län               | 6.519,27  | 1.860.872    | 285,44  |
| Uppsala län                  | 7.035,47  | 300.495      | 42,71   |
| Örebro län                   | 8.545,57  | 273.935      | 32,06   |
| Södermanlands län            | 6.102,34  | 260.380      | 42,69   |
| Västmanlands län             | 6.317,62  | 260.134      | 41,18   |
| I alt                        | 34.520,27 | 2.955.816    | 85,63   |
| 1. km² 2. Indbyggere pr. km² |           |              |         |

Større byer uden for Storstockholm er Uppsala (124.036 indbyggere), Västerås (102.548), Örebro (95.354), Södertälje (59.342) og Eskilstuna (57.867). Pr. 2004 boede næsten tre millioner mennesker i regionen, hvilket også kan begrænses til et meget mindre geografisk område i og omkring Stockholm og selve Mälaren.